# Parròquia de Kurmene
La Parròquia de Kurmene (en letó: Kurmenes pagasts) és una unitat administrativa del municipi de Vecumnieki, al sud de Letònia. Abans de la reforma territorial administrativa de l'any 2009 pertanyia al raion d'Aizkraukle.

## Pobles, viles i assentaments
- Kaijas
- Kurmene (centre parroquial)
- Vērdiņi

## Hidrografia

### Rius
- Iecava
- Iecavīte
- Ģirupe
- Mēmele
- Smārde
- Svētupīte